# 河边镇 (重庆市)
河边镇，是中华人民共和国重庆市璧山区下辖的一个乡镇级行政单位。

## 行政区划
河边镇下辖以下地区：
文昌社区、盐井河村、新四村、铁石村、浸口村、复兴村和同心村。